# Astoux-Védrines Triplane
L'Astoux-Védrines Triplane  fu un aereo da caccia  monomotore triplano sviluppato in Francia dal pilota Jules  Védrines  e dall'ingegnere Louis León Astoux nella seconda metà degli anni dieci del XX secolo e rimasto allo stadio di prototipo.

## Storia del progetto
Nel 1916, dopo la comparsa sul fronte occidentale dei triplani tedeschi Fokker Dr.I l'Aéronautique Militaire francese richiese un aereo simile per i propri reparti da caccia. L'aviatore Jules Védrines  e l'ingegnere Louis León Astoux progettarono un aereo da caccia triplano che fu designato Astoux-Véndrines Triplane. Il prototipo del nuovo aereo fu costruito nel 1917 e fu testato nell'aerodromo di Étampes durante la prima guerra mondiale. Il campo d'aviazione di Étampes, precedentemente utilizzato dalle ditte Farman e Blériot per valutare i propri aerei, fu utilizzato dall'aviazione francese per testare una serie di progetti insoliti. L'aereo fu portato in volo per la prima volta da Védrines.

## Descrizione tecnica
Aereo da caccia triplano, monoposto monomotore. Le tre ali avevano corda stretta con un singolo montante interalare su ciascun lato che collegava tutte e tre le ali. Le ali erano sfalsate in modo che l'ala superiore fosse davanti e quella inferiore fosse all'estremità posteriore. L'ala inferiore era dotata di alettoni. Un aspetto insolito del progetto era che l'incidenza delle ali poteva essere variata durante il volo.  Alla pinna caudale era attaccato un grande timone che si estendeva sopra e sotto la parte finale della fusoliera. Il motore era un rotativo Clerget 9B a 9 cilindri raffreddati ad aria, erogante la potenza di 130 CV (97 kW), ed azionante un'elica bipala lignea a passo fisso, dotata di ogiva a fine aerodinamico. Il carrello di atterraggio era triciclo posteriore fisso, con pattino di coda.

## Impiego operativo
Jules Védrines decise di effettuare un accurato programma di collaudi e di fissare l'incidenza delle ali al suolo prima di far volare l'aereo. Un altro pilota, l'adjutant Simon, distrusse l'aereo in un incidente, probabilmente a causa del cedimento dell'ala ad incidenza variabile, il 16 settembre 1916 con la morte del pilota. Non sembra che il triplano sia stato ricostruito né che il progetto sia stato ulteriormente sviluppato. All'epoca erano disponibili per la produzione in grande serie i biplani da caccia  SPAD S.VII.

## Utilizzatori
Francia
- Aéronautique Militaire dell'Armée de terre